# Goigain Co
Goigain Co (kinesiska: Guogen Cuo, 果根错) är en sjö i Kina. Den ligger i den autonoma regionen Tibet, i den sydvästra delen av landet, omkring 360 kilometer nordväst om regionhuvudstaden Lhasa. Goigain Co ligger 4 841 meter över havet. Trakten runt Goigain Co består i huvudsak av gräsmarker.
Genomsnittlig årsnederbörd är 336 millimeter. Den regnigaste månaden är juli, med i genomsnitt 82 mm nederbörd, och den torraste är januari, med 4 mm nederbörd.